# Älvrosfjorden
Älvrosfjorden är en sjö i Älvdalens kommun i Dalarna och ingår i Dalälvens huvudavrinningsområde. Sjön har en area på 0,933 kvadratkilometer och ligger 420,4 meter över havet.

## Delavrinningsområde
Älvrosfjorden ingår i det delavrinningsområde (685636-134802) som SMHI kallar för Utloppet av Älvrosfjorden. Medelhöjden är 450 meter över havet och ytan är 6,51 kvadratkilometer. Räknas de 250 avrinningsområdena uppströms in blir den ackumulerade arean 2 553,29 kvadratkilometer. Avrinningsområdets utflöde Dalälven (Österdalälven) mynnar i havet. Avrinningsområdet består mestadels av skog (85 procent). Avrinningsområdet har 0,94 kvadratkilometer vattenytor vilket ger det en sjöprocent på 14,4 procent.